# Ferrera Erbognone
Ferrera Erbognone là một đô thị ở tỉnh Pavia trong vùng Lombardia của Ý, có cự ly khoảng 45 km về phía tây nam của Milan và khoảng 25 km về phía tây nam của Pavia. Tại thời điểm ngày 31 tháng 12 năm 2004, đô thị này có dân số 1.137 người và diện tích là 19,6 km².
Ferrera Erbognone giáp các đô thị sau: Galliavola, Lomello, Mezzana Bigli, Ottobiano, Pieve del Cairo, Sannazzaro de' Burgondi, Scaldasole, Valeggio.